# Ryszard Chróst
Ryszard Jan Chróst (ur. 1947) – polski biolog, profesor nauk biologicznych.

## Życiorys
W 1970 r. na Wydziale Biologii UW, w Instytucie Mikrobiologii uzyskał tytuł magistra. W 1974 r. na tymże wydziale otrzymał stopień doktora na podstawie dysertacji pt. Inhibitory glonów jako czynnik ekologiczny regulujący stosunki ilościowe i jakościowe bakterii w ekosystemach wodnych, którą przygotował pod kierunkiem pod kierunkiem prof. Kazimierza Matusiaka. w 1986 r. uzyskał stopień doktora habilitowanego, a w 1997 r. tytuł profesora nauk biologicznych.
Wielokrotny stypendysta naukowy Max-Planck-Gesellschaft (RFN) i Smithsonian Institution (USA), wieloletni współpracownik profesora Hans Jürgen Overbeck w Max-Planck-Institut für Limnologie.

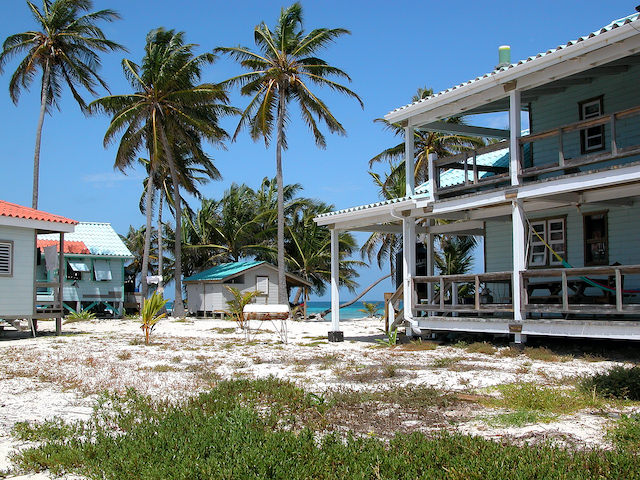
Marine Biological Station Smithsonian Institution, Carrie Bow Cay, Belize

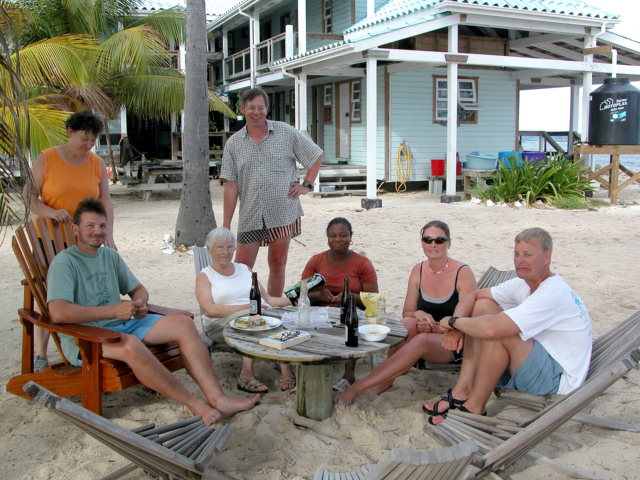
Ryszard Chróst and co-workers, Carrie Bow Cay, Belize 2004

Od 1970 r. pracował na Uniwersytecie Warszawskim w Zakładzie Mikrobiologii Środowisk, a od 1993 r. w Zakładzie Ekologii Mikroorganizmów i Biotechnologii Środowiskowej (utworzonym w tym samym roku jako Zakład Ekologii Mikroorganizmów), którego był długoletnim kierownikiem do 2017 r. Był członkiem Komitetu Mikrobiologii PAN. Promotor wielu doktoratów, z których większość powstała w Stacji Hydrobiologicznej PAN w Mikołajkach. Wielokrotny recenzent prac habilitacyjnych oraz przewodów profesorskich. Autor i współautor artykułów naukowych oraz redaktor 3 książek naukowych cytowanych ponad 5000 razy, jedyny polski badacz w specjalności "Ekosystemy wodne" (Aquatic ecosystems) na globalnej liście rankingowej Scholar GPS (17 miejsce). Wieloletni badacz roli mikroorganizmów planktonowych w funkcjonowaniu mazurskich jezior i zagrożeń eutrofizacyjnych ekosystemu Wielkich Jezior Mazurskich oraz popularyzator wyników badań. Badacz ekosystemu raf koralowych w Belize we współpracy z Smithsonian Institution w ramach projektu Carribean Coral Reef Ecosystem Program. Opatentował technologię i preparat Cyanoxide do zwalczania zakwitów sinic w zbiornikach wodnych. 